# Lärmsanierung

Schallschutzwände gegen Eisenbahnlärm

Lärmsanierung ist ein gebräuchlicher Begriff für nachträgliche Schallschutzmaßnahmen zur Lärmbekämpfung. Anders als bei Maßnahmen der Lärmvorsorge beruhen diese Maßnahmen auf einer tatsächlich festgestellten Lärmbelastung.

## Deutschland
In Deutschland umfasst die Lärmsanierung alle nachträglichen Maßnahmen zum Schutz gegen bereits bestehende Lärmquellen. Es handelt sich dabei meist um freiwillige Programme, die entweder von der Bundesstraßenverwaltung oder vom jeweiligen Betreiber des Verkehrsweges durchgeführt werden und durch die finanziellen Mittel begrenzt sind. Anders als bei Maßnahmen der Lärmvorsorge, deren Grenzwerte zum Beispiel beim Bau und wesentlicher Änderung gemäß der Verkehrslärmschutzverordnung einzuhalten sind, besteht oft kein einklagbarer Anspruch von Lärmbetroffenen auf Durchführung einer Lärmsanierung.
Für die Lärmsanierung sind in Deutschland beispielsweise folgende Baumaßnahmen vorgesehen:
- Bau von Lärmschutzwänden
- Einbau von Schallschutzfenstern

## Schweiz
In der Schweiz basiert die Lärmsanierung auf dem Umweltschutzgesetz von 1983 und der Lärmschutzverordnung (LSV) von 1986. Alle Wohngebäude, die vor Inkrafttreten der LSV gebaut wurden und von Grenzwertüberschreitungen durch Lärmimmissionen betroffen sind, mussten zwingend lärmsaniert werden.

### Straßenlärm
Die Umsetzungshinweise im Leitfaden Strassenlärm, Vollzugshilfe für die Sanierung. Stand: Dezember 2006 (D/F/I), Hrsg.: Bundesamt für Umwelt BAFU und Bundesamt für Strassen ASTRA nennen folgende Maßnahmen:
- Bau von Lärmschutzwänden
- Verwendung von Flüsterbelag
- Einbau von Schallschutzfenstern
- Im Extremfall auch Bau von Überdachungen ("Galerie"), Einhausungen oder Tunnels
- Senkung der signalisierten Höchstgeschwindigkeit
- Nacht- und Sonntagsfahrverbot für LKWs
- gesetzliche Vorschriften in der Verkehrsregelnverordnung (VRV)

### Eisenbahnlärm
Für die Lärmsanierung der Eisenbahnen wurden sowohl das Bundesgesetz zur Lärmsanierung der Eisenbahnen, als auch die zugehörige Verordnung erlassen. Die wesentlichen Punkte sind:
- sogenannte Rollmaterialsanierung, d. h. Sanierung der Fahrgestelle, wobei diese Maßnahme oberste Priorität hat[5], durch:
  - Verwendung von Achsen mit Scheibenbremsen oder bei Güterwagen üblicherweise Einbau neuartiger Kunstharz-Klotzbremsen, auch K-Sohlen genannt
  - Ersatz der Bremsaufhängungen aus Stahl mit solchen aus Kunststoff
  - Ersatz der Schraubenfedern durch Gummirollfedern
- Bau von Lärmschutzwänden
- Einbau von Schallschutzfenstern

### Fluglärm
- Nachtflugverbot
- Einbau von Schallschutzfenstern

### Industrie- und Gewerbelärm
- entsprechende Zonenplanung
- gesetzl. Vorschriften über den Bau und Betrieb von Anlagen

### Schiesslärm
- Bau von Lärmschutzwänden
- Einsatz sogenannter Lärmschutztunnel

### Finanzierung und Fristen
Die Finanzierung von Lärmsanierungen findet gem. Art. 16 LSV nach dem Verursacherprinzip statt, das heisst, dass grundsätzlich der Verursacher der Lärmquelle für die Kosten der passiven und aktiven Lärmschutzmaßnahmen aufzukommen hat:

#### Öffentliche Strassen
- die Kantone bzw. die Gemeinden, wobei diese, sofern es sich um ein Sanierungsobjekt nach Art. 24a, LSV handelt auf Bundesbeiträge zählen dürfen:
  - bei Nationalstrassen übernimmt der Bund einen Grossteil der Kosten gemäss Art. 7 und 10 des Bundesgesetz vom 22. März 1985 über die Verwendung der zweckgebundenen Mineralölsteuer (MinVG)[6] mit Mitteln aus dem damit geäufneten Nationalstrassenbaufonds
  - bei Kantons- und Gemeindestrassen können die öffentlich-rechtlichen Strassenbesitzer auf Beiträge gemäss Art. 13 MinVG Globalbeiträge (Bundesgesetz über die Verwendung der zweckgebundenen Mineralölsteuer und der Nationalstrassenabgabe) rechnen
  - Nationalstrassen müssen gemäss Art. 17 LSV bis 2015, Haupt- und Gemeindestrassen bis 2018 saniert sein

#### Eisenbahnanlagen
- der Betreiber der Bahnstrecke bzw. des Rollmaterials, wobei die Kosten vom Bund durch A-fonds-perdu-Beiträge aus dem FinöV-Fonds übernommen werden[7], gewissen Eisenbahnverkehrsunternehmen erhalten einen Lärmbonus auf den Trassenpreis
- die Rollmaterialsanierung und die baulichen Massnahmen waren Ende 2015 abgeschlossen[8][9]

#### Flughäfen
- der Betreiberin des Flughafens; im Fall von Zürich-Kloten der Firma Unique. Sie wehrte sich 2005 dagegen, die Kosten für Schallschutzmaßnahmen und insbesondere den Wertverlust von Gebäuden in den An- und Abflugschneisen übernehmen zu müssen.[10] Im Juli 2009 klagten Anwohner.[11]

2010 entschied der EuGH erstinstanzlich im deutsch-schweizerischen Fluglärmstreit für die Bundesrepublik.

#### Industrie- und Gewerbe
- ausschliesslich die Betreiber der Anlagen

#### Schiesslärm
- Gemeinde und Kantone mit Unterstützung des Bundes
- als Frist galt das Jahr 2002